# Ed Sol

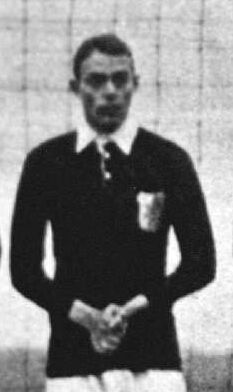
Eetje Sol (1908)

Ed Sol, bürgerlich Johan Willem Eduard Sol (* 10. Juni 1881 in Ciomas bei (Bogor); † 21. Oktober 1965 in Den Haag), war ein niederländischer Fußballspieler.
Er bestritt drei Länderspiele für die niederländische Fußballnationalmannschaft, allesamt bei den Olympischen Spielen 1908 in London. Ed Sol spielte auf der damals so bezeichneten Position des rechten Außenläufers, was heute einem Mittelfeldspieler entspricht. In seiner Heimat war er für den HVV Den Haag aktiv.